# 松殿山荘
松殿山荘（しょうでんさんそう）は、京都府宇治市木幡南山にあり、山荘流茶道の流祖・高谷宗範（たかや そうはん）が茶道道場のために造った建築物および庭園。平安時代末期の関白・藤原基房の別業である「松殿」（まつどの）跡地とされる。

## 概要
高谷宗範は大阪の弁護士であったが、遠州流茶道に堪能であり、1918年（大正7年）に土地を取得して自らの設計により茶道道場「松殿山荘」を建設した。建坪は千坪（約3300平方メートル）。現在は大書院や奈良・京都市内の山並みが見渡せる眺望閣など近代和風建築が建ち、茶室が17席ある。敷地内は、宗範の山荘流茶道における基本理念である「方円思想」に貫かれており、方と円を組み合わせた造形が随所に見られる。

## 歴史
松殿山荘の所在地は、関白・藤原基房が造った別業・松殿の旧地と伝えられており、『百錬抄』の記述から基房晩年の造営と考えられている。また、『明月記』・『民経記』・『百錬抄』によれば、道元の誕生の地とされている。
1918年に高谷宗範がこの一帯を購入し、1919年（大正8年）から、親しみやすい広間で茶を普及するための茶道道場の建築を始める。その後11年の歳月をかけ、1930年（昭和5年）に完成した。

## 文化財

### 重要文化財（国指定）
以下の12棟の建造物は2017年度重要文化財指定  。
- 松殿山荘 12棟
  - 本館（東書院棟、西書院棟、中書院棟、大書院棟、天五楼棟からなる）（附：土塀3棟（西書院・南蔵間、南蔵・中玄関間、大玄関西））
  - 北蔵
  - 南蔵
  - 蓮斎（附：渡廊下及び大腰掛）
  - 撫松庵（附：露地門、腰掛、雪隠）
  - 春秋亭（附：土塀2棟（東方、西方））
  - 檆松庵（さんしょうあん）（1字目の漢字は木偏の右に「炎」、その右に「占」）（附：露地門）
  - 聖賢堂（聖堂・賢堂からなる）（附：土塀1棟）
  - 仙霊学舎
  - 修礼講堂及び事務所（附：手荷物預かり所）
  - 宝庫
  - 大門（おおもん）（附：便所）
- （以下、附指定物件）
  - 天満宮社
  - 旧宅
  - 旧宅土蔵
  - 附属屋
  - 平面図1枚

## 交通アクセス
- JR西日本奈良線の木幡駅、または京阪電気鉄道宇治線の木幡駅を下車。